# Drago Milenario

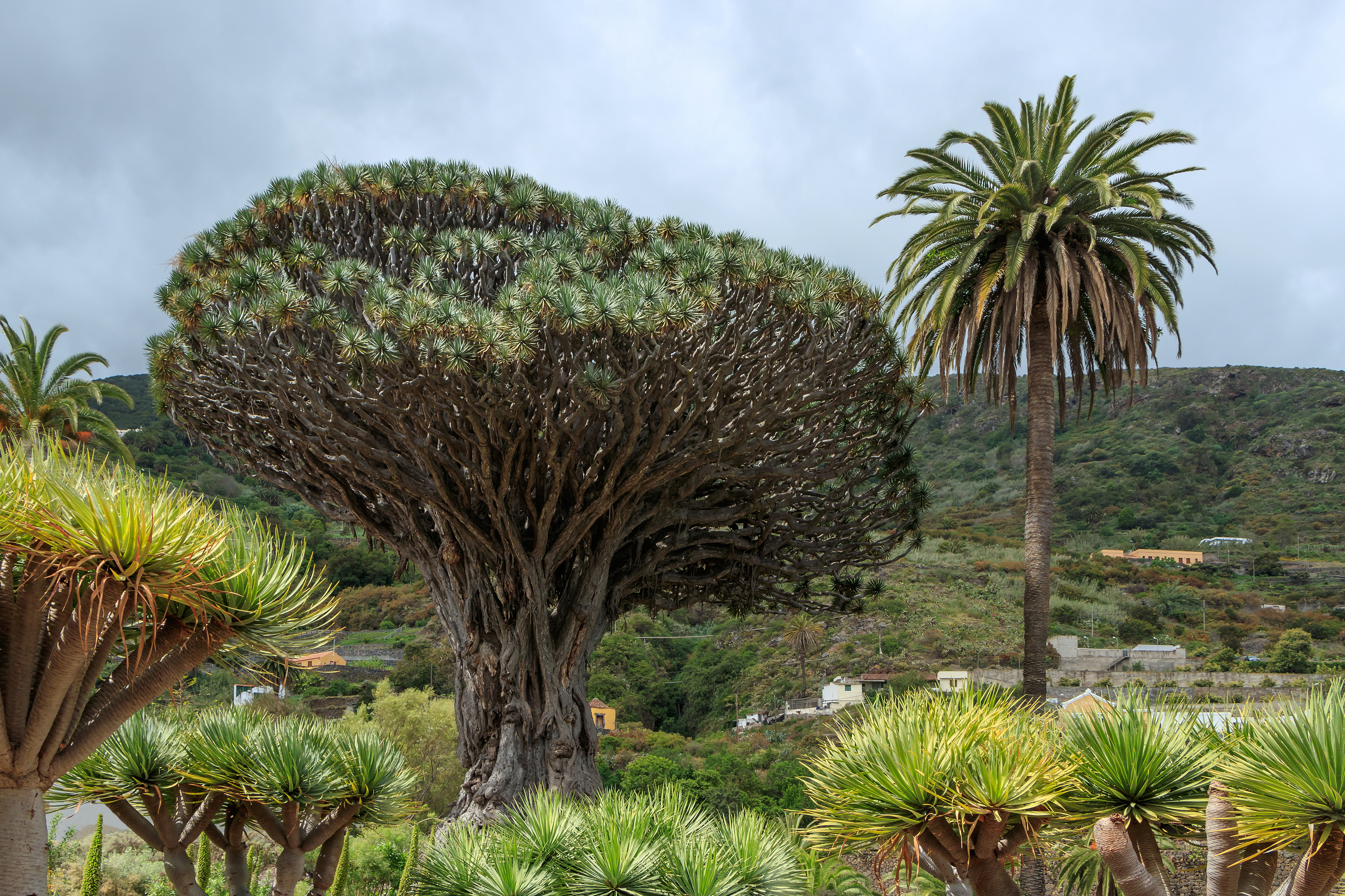
Drago Milenario (2018)

Der Drago Milenario ist ein kanarischer Drachenbaum (Dracaena draco) in der im Nordwesten gelegenen Gemeinde Icod de los Vinos auf der Kanareninsel Teneriffa. Seit 1917 ist er ein nationales Denkmal und neben dem Teide eines der bekanntesten Symbole der Insel. Neben zahlreichen Gemälden und Briefmarken war der Baum auch auf der 1000-Peseten-Note abgebildet. Zudem ist er auch im Wappen von Icod de los Vinos zu sehen. Der Name Drago Milenario leitet sich vom spanischen Wort drago für Drachenbaum und des zunächst vermuteten Alters von über 1000 Jahren ab. Heute schätzt man das Alter auf etwa 300 bis 800 Jahre. Der Baum ist etwa 16 Meter hoch und besitzt einen Umfang von etwa sechs Metern. Er ist der größte und bekannteste Drachenbaum der Kanaren.

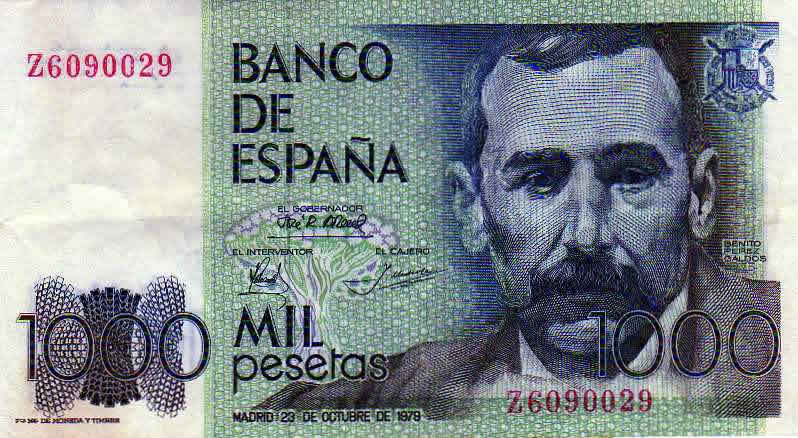
Der Drago Milenario auf dem 1000-Peseten-Schein

## Parque del Drago
Um den Baum herum wurde ein Park angelegt, der von 1997 bis 2007 von Professoren der Universität La Laguna entworfen wurde. Im Park wurden viele verschiedene für die Region um Icod typische oder auf den Kanaren oder Teneriffa endemische Pflanzen angepflanzt. Der Park bietet mehrsprachige Führungen an. Der Eintritt ist kostenpflichtig.